# Людвиг III (герцог Баварии)
Людвиг III (нем. Ludwig III, 9 октября 1269 — 9 октября 1296) — герцог Нижней Баварии (1290—1296).
Людвиг был сыном нижнебаварского герцога Генриха III и Елизаветы Венгерской, дочери венгерского короля Белы IV. Когда в 1290 году умер отец, Людвиг стал править герцогством совместно с братьями Оттоном V и Стефаном I. Он запомнился своими большими расходами на содержание двора, которые привели к росту налогов.
Людвиг был женат на Изабелле, дочери лотарингского герцога Ферри III. Детей у них не было.